# انریکو وانتسینا
انریکو وانتسینا (ایتالیایی: Enrico Vanzina؛ ‏ زادهٔ ۲۶ مارس ۱۹۴۹) نویسنده، فیلم‌نامه‌نویس، روزنامه‌نگار، کارگردان و تهیه‌کننده فیلم اهل ایتالیا است.
از فیلم‌هایی که وی در آن‌ها نقش داشته‌است، می‌توان به زندگی با کودکان، تابستانی کنار دریا، نهار یکشنبه، کنزینگتون جنوبی، و اینک سکس، تیفوسی، قمار، نوبت عاشقی، چیزی زیر لباس نیست، طعم تو و سکس و لذت اشاره نمود.